# Elias Filet
Elias Zaian Filet (Parigi, 6 marzo 2002) è un calciatore francese, attaccante dell'Aarau.

## Carriera
Filet è cresciuto nel settore giovanile del Sochaux, con cui debuttato il 2 aprile 2022 nei minuti di recupero finali dell'incontro di Ligue 2 vinto 2-0 contro il Quevilly-Rouen. Il 24 giugno seguente ha firmato il suo primo contratto professionistico e tre giorni dopo è stato ceduto in prestito per una stagione al Progrès Niedercorn in Lussemburgo.
Rientrato in Francia dopo una stagione da protagonista in cui ha realizzato 20 reti in 29 incontri, il 14 agosto ha deciso di rescindere il contratto con il club gialloblù e quattro giorni dopo ha firmato un triennale con l'Istria 1961.

## Statistiche

### Presenze e reti nei club
Statistiche aggiornate all'8 dicembre 2024.
| Stagione          | Squadra            | Campionato        | Campionato | Campionato | Coppe nazionali | Coppe nazionali | Coppe nazionali | Coppe continentali | Coppe continentali | Coppe continentali | Altre coppe | Altre coppe | Altre coppe | Totale | Totale | Totale |
| Stagione          | Squadra            | Comp              | Pres       | Reti       | Comp            | Pres            | Reti            | Comp               | Pres               | Reti               | Comp        | Pres        | Reti        | Pres   | Reti   |        |
| ----------------- | ------------------ | ----------------- | ---------- | ---------- | --------------- | --------------- | --------------- | ------------------ | ------------------ | ------------------ | ----------- | ----------- | ----------- | ------ | ------ | ------ |
| 2021-2022         | Sochaux 2          | N3                | 24         | 14         | -               | -               | -               | -                  | -                  | -                  | -           | -           | -           | 24     | 14     |        |
| 2021-2022         | Sochaux            | L2                | 1          | 0          | CF              | 0               | 0               | -                  | -                  | -                  | -           | -           | -           | 1      | 0      |        |
| 2022-2023         | Progrès Niedercorn | DN                | 29         | 20         | CL              | 3               | 0               | -                  | -                  | -                  | -           | -           | -           | 32     | 20     |        |
| 2023-2024         | Istria 1961        | HNL               | 20         | 3          | CC              | 2               | 2               | -                  | -                  | -                  | -           | -           | -           | 22     | 5      |        |
| 2024-2025         | Istria 1961        | HNL               | 8          | 0          | CC              | 2               | 0               | -                  | -                  | -                  | -           | -           | -           | 10     | 0      |        |
| Totale Istra 1961 | Totale Istra 1961  | Totale Istra 1961 | 28         | 3          |                 | 4               | 2               |                    | -                  | -                  |             | -           | -           | 32     | 5      |        |
| Totale carriera   | Totale carriera    | Totale carriera   | 82         | 37         |                 | 7               | 2               |                    | -                  | -                  |             | -           | -           | 89     | 39     |        |